# Li Dongjin
Li Dongjin (* 1. Januar 1993 in Shanghai) ist eine ehemalige chinesische Squashspielerin.

## Karriere
Li Dongjin spielte seit 2010 auf der PSA World Tour. Ihre beste Platzierung in der Weltrangliste erreichte sie mit Rang 72 im September 2017. Mit der chinesischen Nationalmannschaft nahm sie 2012, 2014 und 2018 an der Weltmeisterschaft teil, sowie an mehreren Asienmeisterschaften. Bei Asienspielen gehörte sie 2010, 2014 und 2018 zum chinesischen Kader. Bei den 2023 ausgetragenen Asienspielen 2022 in Hangzhou schied sie im Mixed mit Zhou Zhitao in der Gruppenphase aus.